# Company of Merchants Trading to Guinea
Die Company of Merchants Trading to Guinea (englisch für „Gesellschaft der Kaufleute, die in Guinea Handel treiben“) war eine englische Handelskompanie, die von November 1631 bis Ende 1651 bestand und mit einem königlichen Monopolpatent für den englischen Handel an der westafrikanischen Küste südlich der Senegal-Mündung ausgestattet gewesen war.

## Gründung
Die „Company of Merchants Trading to Guinea“ trat die Nachfolge der „Company of Adventurers of London trading in Gynney and Bynney“ an, mit der sich ein gewinnbringender Afrikahandel seit 1628 nicht mehr realisieren ließ aufgrund der mangelnden Investitionsbereitschaft vieler ihrer damaligen Mitglieder sowie deren Doppelrolle als Company-Händler und Schleichhändler. So war es auch kein Geringerer als Nicholas Crispe selbst, welcher dem englischen König die Bildung einer neuen Handelskompanie vorschlug. Nicholas Crispe war in der alten Company, spätestens jedoch nach 1628, zur dominierenden Person aufgestiegen und praktisch waren seitdem fast alle, der noch wenigen Company-Unternehmungen über ihn finanziert worden. Zudem gelangte der lukrative Rotholzhandel von der Sierra Leone-Küste in dieser Zeit fast ausschließlich in seinen Privatbesitz. Die Company wurde in dieser Zeit ohnehin nur noch „Crispe's Company“ genannt.
Vorrangiges Ziel Crispes hinsichtlich der neuen Company bestand in der Herstellung einer englischen Beteiligung am westafrikanischen Goldhandel. Hierzu musste man jedoch an solche Küstenbereiche vorstoßen, an denen Gold eingehandelt werden konnte. Dies war in erster Linie die westafrikanische Goldküste. Natürlich waren englische Händler in den vorhergehenden 80 Jahren immer wieder an der Goldküste aufgetaucht und hatten hier Gold eingehandelt, aber Nicholas Crispe verlieh nun der Angelegenheit eine neue Qualität, indem er den Bedarf für eine ständige englische Niederlassung mit vor Ort wohnenden Händlern erkannte und von welcher aus man freien Zugang zum Goldhandel haben musste.
Ein solches Unternehmen erforderte jedoch einen anfänglich sehr hohen Kapitalbedarf, der mit der alten Gesellschaft nicht zu realisieren war. Allerdings erschien der Zeitpunkt für die erfolgreiche Realisierung eines solchen Projektes als äußerst günstig, was hauptsächlich dem Umstand zu danken war, dass die Portugiesen/Spanier nicht mehr stark genug waren und die gerade auf die Goldküste vordringenden Holländer noch nicht stark genug waren, um ein Fußfassen der Engländer auf diesem Küstenabschnitt mittels militärischer Gewalt vereiteln zu können. Zudem bekämpften sich die Portugiesen und Holländer auf der Goldküste gegenseitig auf das Bitterste. Die letzten Endes ausschlaggebende Anregung in Richtung eines Einstiegs in den westafrikanischen Goldhandel hatte Nicholas Crispe bei einer zufälligen Begegnung mit dem Holländer Arent de Groot bekommen.
Das angestrebte Projekt überzeugte auch König Charles I. von England, der schließlich einem Freibriefentzug der alten und der Bildung einer neuen Gesellschaft für den Handel in Westafrika zustimmte. Gründungsmitglieder der neuen Gesellschaft waren Nicholas Crispe, seine alten Weggefährten und Widersacher Humphrey Slanley und William Clobery, sowie Sir Richard Young, Sir Kenelm Digby und George Kirke. Kurz danach wurden auch John Wood, Samuel Crispe und Abraham Chamberlain als neue Mitglieder aufgenommen.
Das von Charles I. für die neue Gesellschaft ausgestellte Monopolprivileg war auf 31 Jahre festgesetzt und beschränkte den Handel nicht mehr nur auf „Gynney and Bynney“, wie bei der zuvorigen Gesellschaft, sondern bezog sich nun auf die gesamte Westküste von Afrika südlich der Senegal-Mündung. Als Hauptartikel, der das vorrangige Ziel der wirtschaftlichen Aktivität sein sollte, ist ausdrücklich Gold genannt und zwar mit der Auflage der Erbringung von mindestens 10.000 Pfund in Gold innerhalb der 31 Geltungsjahre. Jedoch war auch der Handel mit anderen Waren nicht untersagt. In dieser Beziehung schenkte man natürlich dem lukrativen Rotholzhandel von der Sierra-Leone-Küste weiterhin seine Aufmerksamkeit, aber auch Elfenbein wurde bei Gelegenheit in größeren Quantitäten erwartet, daneben Tierhäute und Felle, Wachs, Kautschuk und vor allem Pfeffer. Sklaven, obwohl diese in den Patenten nicht ausdrücklich genannt werden, aber von denen man wusste, dass sie eine zunehmende Bedeutung gewannen, wurden ebenfalls ins Auge gefasst. Des Weiteren sollte, obwohl ebenfalls nicht im Patent erwähnt, der Zuckerhandel von São Tomé ins Blickvisier genommen werden als Garant für den wirtschaftlichen Erfolg eines Unternehmens im Falle, dass an der Festlandküste, aus welchen Gründen auch immer, nicht genug Handelsgüter zu bekommen waren.
Als ein sehr großes Problem im Vorfeld einer ersten Expedition an die Goldküste erwies sich die personelle Besetzung für die angestrebte Niederlassung sowie für den Aufbau des Goldhandels, mangelte es doch vor allem an Leuten mit Fach- und Sachkenntnissen im Goldhandel, von dem die Engländer ohnehin nur sehr wenig wussten. Eine Lösung hierfür sah Crispe in Arent de Groot, der bereits auf seine Einladung hin in England weilte und auf seine diesbezügliche Order wartete. Dieser war zuvor als Händler im Auftrag der Niederländischen Westindien-Company im Goldhandel auf der Goldküste tätig gewesen, war aber mit seinen Kollegen in Streit geraten und trachte nun, aus Rachegründen an die Goldküste zurückkehren zu können. Zudem hatte de Groot hinreichende Kenntnisse und Erfahrungen bezüglich des hiesigen Goldhandels. Es war ein für beide Seiten lohnendes Geschäft, denn auch Crispe erschien die Bekanntschaft mit de Groot ein als Geschenk Gottes, denn ohne ihn wäre eine Fachkraft, die zudem noch Erfahrungen auf der Goldküste besaß, nur sehr schwer zu bekommen gewesen.

## Vorstoß an die Goldküste
Natürlich war sich Crispe der damaligen Machtverteilung auf der Goldküste voll bewusst. Die Portugiesen konnten sich nur noch in Elmina behaupten, während sowohl westlich als auch östlich davon die Holländer saßen und das auf einem Küstenabschnitt von Kommendah bis Accra aufgrund von Verträgen, die man mit den Herrschern der Küstenreiche abgeschlossen hatte. Anscheinend hatten die Holländer jedoch keinen Vertrag mit dem König von Agona machen können und dies war auch der Grund, warum Nicholas Crispe, der die erste Expedition an die Goldküste selbst begleitete, das zu Agona gehörige Wiampa (das spätere Winneba) als ersten Anlaufpunkt auswählte. Anfang 1632 gingen die Engländer hier an Land und nahmen zunächst Kontakt mit dem König von Agona auf. Der König war den Engländern wohlgesinnt und gestattete ihnen per Vertrag die Errichtung einer Faktorei, mit deren Erbauung umgehend begonnen wurde. Jedoch konnte aus Winneba nicht sehr viel Gold erwartet werden und sehr schnell wurde klar, dass ein Fußfassen auf der Goldküste nur möglich sein würde unter Herausforderung der Holländer und diese, sei es zum Preis des Sieges oder des Untergangs, in deren eigenen Machtzentrum anzugreifen.
Auch in dieser Hinsicht erwiesen sich die Dienste eines Arent de Groot als äußerst hilfreich. Diesem gelang es in der Tat im August 1632, trotz massiver holländischer Proteste und Behinderungen, mit Ambro, einem der wichtigsten Fanti-Häuptlinge einen Vertrag zu schließen. Darin bewilligte Ambro den Engländern ein Handelsrecht im gesamten Fanti-Land und gestattete es ihnen, Faktoreien zu errichten bei Kormantin (das heutige Saltpond), Adja und Anomabo sowie auf allen Küstenabschnitten, die unter Gerichtsbarkeit der Fanti-Nation stünden. Die Engländer begannen daraufhin mit der Errichtung einer Faktorei in Kormantin, welche sie zu ihrem Hauptquartier machten und einer weiteren in Ekki-Tekki (das spätere Kommendah), wobei Letztere allerdings bereits im darauffolgenden Jahr 1633 wieder aufgegeben wurde.
Ende 1636 zeigte sich ein erster Erfolg, als eines der Schiffe 4 Hundredweights Gold mitbrachte, was der Company einen Profit von ungefähr 30.000 £ einbrachte. In den Jahren 1636 bis 1644 brachten die Schiffe der Company schätzungsweise Gold im Werte von 500.000 £ nach England, was zusätzlich noch durch Zucker aus São Tomé ergänzt wurde.

## Anfangsschwierigkeiten
Im Jahre 1638 begann man mit dem Bau eines kleinen befestigten Fortes bei Kormantin, um die dortige Faktorei vor den Holländern zu schützen. Jedoch verliefen die Bauaktivitäten aufgrund unambitionierter Entwürfe nur äußerst langsam und selbst nach acht Jahren waren sie im Jahre 1646 noch nicht beendet gewesen.
Das jedoch weitaus größere Problem, mit dem die Gesellschaft in den 1630ern zu kämpfen hatte, war es, mit den ständigen Bankrotten ihrer Mitglieder klarzukommen und sich daneben über die Liquidation jener Schulden zu einigen, die einst durch die Verweigerer von 1628 entstanden waren. Die Gläubiger hatten nach einer gewissen Druckphase die Schuldenangelegenheit erneut vor Gericht gebracht und dies zu einem Zeitpunkt, als noch 945 £ Restschuld ausstanden. Der „Privy Council“ entschied daraufhin in einem Urteil vom 1. Juli 1637, dass der ausstehende Betrag durch die Company aufgebracht werden solle und zwar mittels einer speziellen Abgabe ihrer Mitglieder auf alle Rotholz- und Elfenbeinimporte.
Ein weiteres bedeutendes Problem für die Company war der nach wie vor blühende Schleichhandel.
Dennoch war der Handel in Westafrika für die Company in jenen Jahren immens profitabel und dies trotz der gewaltigen Aufwendungen für Forts und Faktoreien, die zu großen Teilen von Nicholas Crispe selbst finanziert worden waren. Nicholas Crispe wird später behaupten, dass er in diesen Jahren ca. eine halbe Million Pfund Sterling in Gold aus Westafrika nach England eingeführt habe und dass ein Handel auf dieser Grundlage der Nation fünfzig oder sechzigtausend Pfund pro Jahr einbringen würde. Auch wenn diese Angaben sicherlich übertrieben sind, so zeigen sie dennoch, dass die Profite aus dem westafrikanischen Goldhandel, wenn dieser störungsfrei lief, enorm waren.
Aufgrund seiner royalistischen Sympathien gegenüber König Charles I. wurde Nicholas Crispe von diesem 1640 in den Ritterstand erhoben. Etwas später bestätigte ihm der König sein afrikanisches Monopolpatent für weitere 20 Jahre.

## Westafrikahandel und Englischer Bürgerkrieg
Im Zuge des sich in England immer mehr zuspitzenden Konfliktes, der 1642 in den offenen Ausbruch des Englischen Bürgerkrieges überging, wurde Sir Nicholas Crispe im Februar 1641 wegen royalistischen Verhaltens und zudem als Monopolist aus dem englischen Parlament ausgestoßen. Schließlich wurde er von einem Schlichtungsausschuss des Parlaments aufgefordert, die königlichen Monopolpatente für den Westafrikahandel an das Unterhaus herauszugeben.
Nicholas Crispe musste aus London fliehen und begab sich an die Seite von König Charles I. Das in seinem Haus aufgefundene ungemünzte Gold im Wert von 5000 £ wurde beschlagnahmt.
Obwohl während dieser Zeit des Bürgerkrieges alle englischen maritimen Aktivitäten streng durch das Parlament kontrolliert wurden, gingen die Afrikafahrten der Company weiter. Dies war allerdings mehr dem Umstand zu verdanken, dass seitens von König Charles I. ein Geschwader von 15 Kriegsschiffen ausgesandt worden war, welches den Auftrag hatte, Crispes Afrikahandel zu schützen.
Im Jahre 1640 befindet sich auch Arent de Groot erneut im Auftrage der Company auf der Goldküste. Ihm gelingt es auch diesmal wieder, unter dem wütenden Protest der Holländer, Verträge mit einheimischen Herrschern zu schließen und die Briten bei Egya, Anomabo, Anashan und Takoradi unter Verdrängung der Holländer zu etablieren, wo, wie er behauptete, die einheimischen Herrscher den Engländern die alleinigen Handelsrechte zuerkannt hätten. Noch im gleichen Jahre beginnen die Engländer mit der Errichtung einer Faktorei in Takoradi. Die Holländer waren sehr erbost darüber und beklagten sich bitter bei ihrer Heimatregierung, dass ihr Handel auf der Goldküste immer mehr rückläufig sei, während andere Nationen (gemeint sind die Engländer) immer mehr Profit machten. Insbesondere über den Verrat ihres Landsmannes Arent de Groot war man sehr erbost.
Im Jahre 1643 beschließt das Parlament in London, den Goldnachschub für den König und seine Anhänger zu unterbinden. Die Folge war, dass die Company in eine ernsthafte Krise geriet. So wurde bspw. eines der Crispe-Schiffe von Parlamentsleuten gekapert. Hinzu kam, dass rivalisierende Interlooper und vor allem die holländische Konkurrenz enormen Aufwind bekamen. Besonders die Holländer waren jederzeit zu Unternehmungen bereit, um den britischen Goldhandel zu schwächen bzw. gänzlich zu verhindern. Auch fiel ein anderes der Crispe-Schiffe vollbeladen auf dem Rückweg von Afrika Piraten in die Hände. Das Jahr 1643 endete für Crispes Company mit einem Verlust von ca. 20.000,- £. Die Schulden häuften sich und das Geschäftsjahr 1644 begann für die Company mit real vorhandenen Passiva (Verbindlichkeiten u. a.) von 10.000 £ dem an real vorhandenen Aktiva (Einlagen, Forderungen usw.) von nur 405 £ gegenüberstanden. Zudem waren 5000 £ von einem Schiff Crispes durch das Marine-Komitee „geborgt“ worden und ca. 2000 £ waren im Voraus an Kunden ausbezahlt worden usw. Dies führte dazu, dass die Finanzierung eines Westafrika-Handels von Seiten der Company kaum noch möglich war und wahrscheinlich im Laufe des Jahres 1644 fast gänzlich eingestellt wurde. Dies belegen Berichte vom Dezember 1644 von Offiziellen der Niederländischen Westindien-Kompanie auf der Goldküste an die niederländische Regierung, in denen mitgeteilt wird, dass die Engländer die Goldküste nun fast gänzlich verlassen hätten. Auch die kleine Faktorei bei Takoradi sei wieder aufgegeben worden und der lokale Herrscher von Kormantin habe die Holländer dazu eingeladen, bei ihm eine Loge zu errichten. Letzteres sei natürlich umgehend in Angriff genommen worden.
Zu Beginn des Jahres 1644 besaß Sir Nicholas Crispe noch die Hälfte aller Company-Anteile, während sein Bruder, Samuel Crispe, ein Viertel des Gesamtvolumens besaß und John Wood den Rest kontrollierte. Die Anteile der Crispe-Brüder wurden jedoch 1644 vom Parlament konfisziert mit der Begründung, Nicholas Crispe würde dem Staat noch 16.000 £ schulden. Die Geschäftsführung der Company ging in dieser Zeit auf John Wood über.
Wood versuchte zunächst den Westafrikahandel erneut zu beleben. Die Holländer auf der Goldküste berichten im Dezember 1645 an ihre Heimatregierung, dass die Engländer in Kormantin wieder vor Ort seien und die Instandsetzung ihres ehemaligen Fortes mit festen Willen wieder aufgenommen hätten. Daneben unternahm man im Zeitraum 1645–1650 mehrere Versuche, neue Faktoreien auf der Goldküste zu errichten bzw. wiederzubeleben, vornehmlich bei Takoradi, Egya, Accra, am Cabo Corso, und bei Winnebah, aber keiner dieser Aktionen war erfolgreich aufgrund mangelnder Kooperationsbereitschaft der jeweiligen einheimischen Autoritäten. Als im Jahre 1650 die Händler der englischen Company in die Heimat berichteten, dass sie jetzt an der Goldküste 16 Faktoreien hätten, war dies eine maßlose Übertreibung, denn die meisten Faktoreien, welche man ohnehin ohne Zustimmung der lokalen Herrscher zu errichten begann, wurde bereits zu Beginn ihrer Erbauungsphase von den Einheimischen wieder zerstört. Trotz aller Anstrengungen der Engländer kam kein gewinnbringender Handel in dieser Zeit auf der Goldküste zustande.
Als am 31. Januar 1649 König Charles I. hingerichtet wurde, bestand die Geschäftsführung der Company aus John Wood, Mauriel Thompson, Rowland Wilson sowie Thomas Walter. Mit dem Beginn des Geschäftsjahres 1650 wird die Company zwar noch offiziell unter dem Vorsitz von Nicholas Crispe geführt, aber es wird in diesem Zusammenhang ausdrücklich erwähnt, dass die Empfänger der Originalpatente von 1631 alle ihre Interessen zugunsten von John Wood und seinen Partnern aufgegeben hätten.

## Schwedische Konkurrenz
Anfang 1650 traf Thomas Crispe auf der Goldküste ein. Er hatte die Position eines „Chief Factor“ und konzentrierte seine hauptsächliche Aktivität auf ein englisches Fußfassen am Cabo Corso. Hier hatte man bereits 1647 mit dem Bau einer Faktorei begonnen gehabt, allerdings genau gegenüber einer bereits existierenden holländischen Faktorei. Ende 1647 wurden die Engländer, und kurz darauf Anfang 1648 auch die Holländer, jedoch von den Einheimischen gezwungen, diesen Platz wieder zu verlassen.

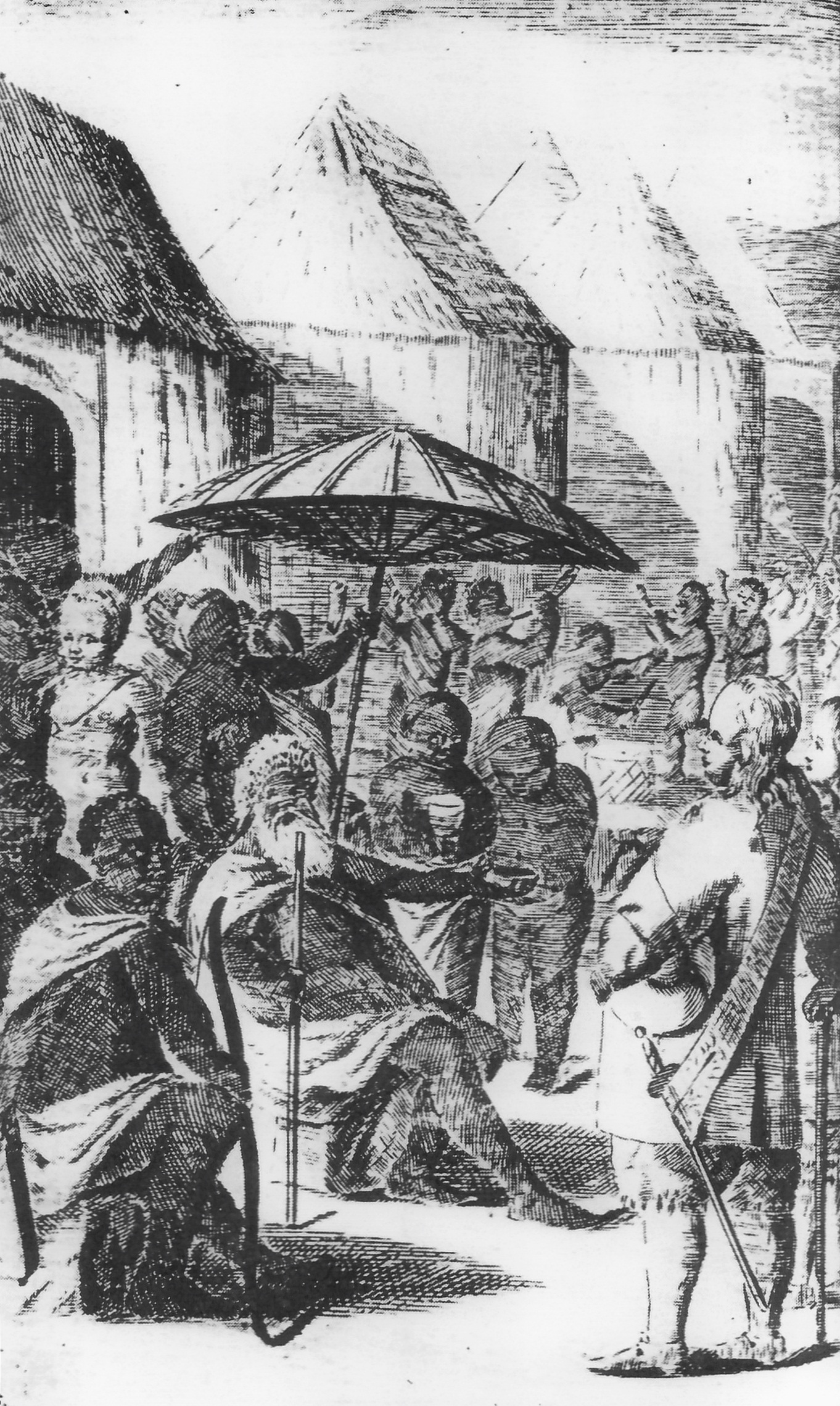
Der schwedische Kommissar Neumann und König Bredewa von Fetu in Degou (das heutige Cape Coast) im Jahre 1648.

Als im Jahre 1648 zufällig ein schwedisches Schiff am Cabo Corso ankert, um hier Handel zu treiben, erhalten die Schweden vom König von Fetu die Einladung zum Bau einer ständigen schwedischen Faktorei. Man unterzeichnet einen entsprechenden Vertrag. In Schweden ist man begeistert. Sofort wird eine schwedische Monopolgesellschaft für den Afrikahandel gegründet und Königin Kristina von Schweden lässt umgehend eine Expedition ausrüsten, welche an die Goldküste segeln soll, um das Projekt einer schwedischen Niederlassung in Westafrika in die Tat umzusetzen. Die schwedische Expedition, welche unter der Führung des aus Finnland stammenden Heinrich Carloff steht, trifft 1650 am Cabo Corso ein.
Thomas Crispe hatte jedoch bereits im Vorfeld von der Carloffschen Expedition und deren bevorstehender Ankunft erfahren und war gewillt, das schwedische Unternehmen mit allen Mitteln zu verhindern. Er sandte seinen Gefolgsmann, John Buckle, zu den Fetus, wo er von Henrico, dem Cousin, Erbfolger und Hauptagenten des Königs von Fetu empfangen wurde. Gegen Geschenke und Zahlungen, welche einen Gegenwert von 64 Pfund Sterling ausmachten, erhielt er von diesem am Cabo Corso ein beträchtliches Stück Land zugewiesen, um dort eine englische Faktorei errichten zu können. Dieses Stück Land, so werden die Engländer später behaupten, umfasste auch jenes Stück Land, auf dem das spätere Fort Carolusburg erbaut wurde. Den gleichen Anspruch erhob man auch später auf das Gelände, auf dem das Fort Frederiksborg errichtet wurde, sowie auch auf den Küstenabschnitt zwischen den beiden Fortressen. Obwohl die Rechtmäßigkeit der englischen Ansprüche stark bezweifelt werden kann, ließ dennoch Thomas Crispe durch Fetu-Offizielle überall verbreiten, dass ihm die Besitzrechte für all dieses Land übertragen worden seien.
Vier Tage später trifft Carloff ein. Er wird vom König von Fetu empfangen und nach zahlreichen Geschenken an den König wird es ihm gestattet, entsprechend der Übereinkunft von 1648 mit dem Bau einer Faktorei zu beginnen. Die Engländer protestierten dagegen in schärfster Form, aber es half nichts. Dennoch wurde es auch ihnen gestattet, in unmittelbarer Nachbarschaft zur schwedischen auch eine englische Faktorei zu erbauen. Eine Art Wettrennen begann, aber die Schweden waren als erste mit der Erbauung fertig. Dagegen hatten aber die Engländer mit einem Landstrich hinter dem eigentlichen Kap den besseren Standort.
Am 28. Mai 1650 kam es zu einer denkwürdigen Übereinkunft. Sowohl die Schweden als auch die Engländer unterzeichneten einen Vertrag mit dem König von Fetu, welcher beinhaltet, dass den Schweden das alleinige Handelsrecht zugestanden werde und die Engländer ohne schwedische Erlaubnis nicht länger als sechs Monate vor Ort verweilen dürfen. Die wütenden Proteste der Engländer erwirkten dabei jedoch eine Verlängerung des Bleiberechts bis September 1652.
Im September 1652 kam es dann zur Eskalation, die Einheimischen entrissen den Engländern ihre Faktorei, vertrieben die englischen Bediensteten und übergaben die Anlage den Schweden, welche sie daraufhin zerstörten und an derselben Stelle damit begannen, ein Fort zu errichten (das spätere Fort Carolusburg). Dennoch erbarmte man sich der Engländer und gestattete es ihnen, an anderer Stelle eine kleine englische Faktorei weiterzuführen und bewilligte ihnen daneben ein Handelsrecht für mindestens den nächsten 35 Jahren. Diese Bewilligung war auch das spätere Hauptargument der Engländer, um die hiesige englische Präsenz am Cabo Corso zu rechtfertigen und englische Besitzansprüche zu verteidigen.

## Ende und Neuanfang
Im Jahre 1651 schätzte das „Committee of Trade“ des englischen Parlaments ein, dass der Guinea-Handel in einem katastrophalen Zustand sei. Aufgrund der hohen Kosten für den Bau und die Instandhaltung ihrer Faktoreien auf der Goldküste habe die Company bislang mehr als 100.000 £ Verlust gemacht und auch die Konkurrenz der Holländer, aber auch die englischen Interlooper würde der Company großen Schaden zufügen. Der wohl Bedeutendste unter den englischen Interlooper war ein gewisser Samuel Vassal. Im Vorfeld dessen war der besagte Samuel Vassal schon einmal von der Company vor dem englischen Staatsrat („Council of State“) angeklagt worden wegen des Erhebens von unberechtigten Ansprüchen für sich selbst und vor allem dafür, dass er sich eine Konzession für den Afrikahandel durch eine unzulässige Beeinflussung besorgt habe. Letzteres wurde allerdings auch bestimmten Mitgliedern der Company vorgeworfen, die jedoch einen solchen Vorwurf aufs Heftigste bestritten. Nach eingehender Untersuchung der Rechtslage übergab schließlich der „Council of State“ den Fall an das „Committee of Trade“ zur näheren Begutachtung und Entscheidung. Nach entsprechender Anhörung der Parteien legte das „Committee of Trade“ noch im Jahre 1651 seinen Bericht vor. Man empfahl abschließend, dass trotz der vielen Schwierigkeiten im Afrikahandel das königliche Monopol dennoch aufrechterhalten werden solle. Daraufhin bestätigte man das Monopol für die Company für weitere 14 Jahre, die allerdings hierfür einen neuen Namen erhielt: „Company of London Merchants“.